# Epilogue (album)
Pour les articles homonymes, voir Épilogue (homonymie).
Albums de Epik High
[e]
(2009) 99
(2012)
Epilogue est un album spécial du groupe sud-coréen de hip-hop Epik High. L'album est une collection des morceaux que le groupe n'a jamais sorti au cours de ces sept années et de ces onze albums. C'est le premier album sorti sans DJ Tukutz, à cause de son départ pour le service militaire en octobre 2009.
Epilogue a débuté à la 1re place de l'U.S. iTunes Music Store (classement hip-hop/rap digital). Il s'est classé 1er en Nouvelle-Zélande, 2e en Australie, 3e au Canada, 9e au Japon, 22e en France, 40e en Allemagne et 60e au Royaume-Uni.
Le vidéoclip pour le single principal "Run" est sorti le 8 mars 2010, avec L d'Infinite.

## Liste des pistes
Toutes les chansons sont écrites et composées par Tablo, sauf "Run" écrite par Tablo et Philtre.
| 1.    | 서랍 (Drawers)                   | 1:14 |
| 2.    | Run                              | 3:30 |
| 3.    | 바보 (Fool) (featuring Bumkey)   | 4:02 |
| 4.    | Wordkill                         | 3:18 |
| 5.    | Blossom                          | 2:22 |
| 6.    | 비늘 (Scales) (featuring Yankie) | 3:01 |
| 7.    | 잡음 (Noise)                     | 3:44 |
| 8.    | Coffee (featuring 성아)          | 4:11 |
| 9.    | Over                             | 3:44 |
| 10.   | 숲 (Forest)                      | 1:39 |
| 30:45 |                                  |      |